# Nhóm methylen

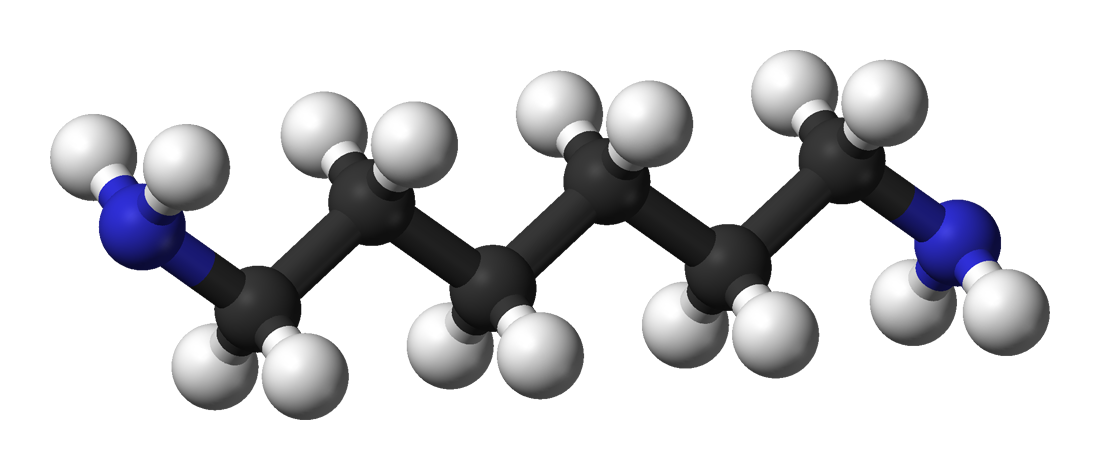
Phân tử hexamethylen diamin chứa sáu nhóm methylen.

Trong hóa học hữu cơ, nhóm methylen là bất kỳ phần nào của phân tử bao gồm hai nguyên tử hydro liên kết với một nguyên tử carbon, được liên kết với phần còn lại của phân tử bằng hai liên kết đơn. Nhóm có thể được biểu diễn dưới dạng CH2<, trong đó '<' biểu thị hai liên kết đơn. Điều này cũng có thể được biểu diễn dưới dạng -CH2-.
Điều này trái ngược với trường hợp nguyên tử carbon liên kết với phần còn lại của phân tử bằng một liên kết đôi, được gọi là nhóm methyliden, được biểu diễn dưới dạng CH2=. Trước đây, tên methylen được sử dụng cho cả hai chất đồng phân. Tên "methanediyl" có thể được sử dụng cho đồng phân liên kết đơn, khác với methyliden. Sự phân biệt chúng thường là rất quan trọng, bởi vì liên kết đôi khác biệt về mặt hóa học với hai liên kết đơn.
Nhóm methylen cần được phân biệt với phân tử CH2, được gọi là methyliden hoặc carben. Chất này trước đây còn được gọi là methylen.

## Methylen hoạt hóa

Tính acid của diethyl malonat, hợp chất 1,3-dicacbonyl.

Nguyên tử carbon ở vị trí trung tâm trong hợp chất 1,3-dicarbonyl được biết đến như một nhóm methylen hoạt hóa. Điều này là do cấu trúc carbon có tính acid và có thể dễ dàng bị deproton hóa để tạo thành nhóm methylen.